# 야사와촌 (이와테현 히가시이와이군)
야사와촌(八沢村)은 1955년까지 이와테현 히가시이와이군에 존속했던 촌이다. 현재의 이치노세키시에 해당한다.

## 연혁
- 1889년 4월 1일 - 정촌제 시행과 함께 히가시이와이군 야사와촌이 성립하였다.
- 1955년 4월 1일 - 후지사와정, 기노미촌 및 오쓰호촌 일부를 합병해 새로운 후지사와정이 되었다 또한 후지사와정이 되었다.

## 참고서적
- 『이와테현 정촌 합병지』(이와테현 총무부 지방과, 1957년)